# Аляндра (футболіст)
Луїш Мігел Ассунсан Жуакім (порт. Luís Miguel Assunção Joaquim), більш відомий як Аляндра (порт. Alhandra, нар. 5 березня 1979, Віла-Франка-де-Шира) — португальський футболіст, що грав на позиції захисника.

## Клубна кар'єра
Народився 5 березня 1979 року в місті Віла-Франка-де-Шира. Вихованець футбольної школи клубу «Спортінг». Для отримання ігрової практики здавався в оренду у нижчолігове «Лоріняненсе», а у наступному сезоні він виступав за «Алверку», але зіграв за неї лише два матчі у вищому дивізіону.
Згодом після короткого періоду в «Порту Б» у 2000 році, у 2001—2002 роках він грав за «Академіку» з Коїмбри, де став основним гравцем, забивши сім голів у 43 іграх чемпіонату.
Своєю грою за останню команду привернув увагу представників тренерського штабу клубу «Уніан Лейрія», до складу якого приєднався 2002 року. Відіграв за клуб із Лейрії наступні шість сезонів своєї ігрової кар'єри. Більшість часу, проведеного у складі «Уніан Лейрія», був основним гравцем захисту команди і виграв Кубок Інтертото 2007 року.
2 квітня 2008 року Аляндра підписав дворічний контракт із клубом «Еносіс», поповнивши численний португальський контингент кіпрського клубу, але повернувся до Португалії після одного сезону, приєднавшись до команди другого дивізіону «Жіл Вісенте», де провів ще один рік.
Надалі протягом 2010—2011 років захищав кольори нижчолігових португальських клубів «Електріку» та «Монсанту», а завершив ігрову кар'єру у команді «Ріашенсе», за яку виступав протягом 2012 року.

## Виступи за збірну
Виступав у складі юнацьких збірних, з якими став півфіналістом чемпіонату Європи серед юніорів до 18 років 1998 року на Кіпрі та учасником чемпіонату світу серед юніорів до 20 років у 1999 році в Нігерії. Загалом на юнацькому рівні взяв участь у 23 іграх, відзначившись 2 забитими голами.
Протягом 2000—2002 років залучався до складу молодіжної збірної Португалії, з якою був учасником молодіжного чемпіонату Європи 2002 року у Швейцарії, на якому португальці не подолали груповий етап. Всього на молодіжному рівні зіграв у 15 офіційних матчах.

## Титули і досягнення
- Володар Кубка Інтертото (1):

«Уніан Лейрія»: 2007